# Yousuf Karsh
Yousuf Karsh (Karsh of Ottawa) (Mardin, 1908. december 23. – Boston, 2002. július 13.) örmény származású kanadai fotográfus, aki a XX. században élt neves emberekről, Hollywood színészeiről, művészekről, közszereplőkről, politikusokról készített portréfényképeiről vált híressé.

## Pályafutása
1922-ben családjával gyalog menekült a szíriai Aleppóba. Két évvel később apjának sikerült elküldetnie őt fotós nagybátyjához Kanadába, a quebeci Sherbrooke-ba. 1926-tól kezdve Karsh a nagybátyjával dolgozott, elsajátította a fényképészet mesterségének alapjait. 1928 és 1931 között John H. Garo bostoni festő és portréfotós segédje volt, és részt vett a bostoni művészeti iskola esti óráin. Garo ismertette meg vele a műtermi világítási technikákat, melyek későbbi alkotásainak, portréi drámai megvilágításának alapjait képezték. 
1931-ben visszatérve Kanadába, Karsh nagybátyja pénzügyi segítségével egy stúdiót hozott létre. Kapcsolatba került az ottawai Little Theatre színházi társulattal, ahol lehetőséget kapott a színészek fényképezésére. Itt ismerkedett meg Solange Gauthier színésznővel, akit 1939-ben vett feleségül. Ebben az időszakban kezdte el publikálni portréfotóit kanadai folyóiratokban, valamint az Illustrated London News hasábjain. Fotós pályájának nagy áttörése 1936-ban következett be, amikor Franklin D. Roosevelt és Mackenzie King kanadai miniszterelnök találkozójáról készített fényképeket. A megbízás után Karsh a kanadai kormány hivatásos fotósa lett.

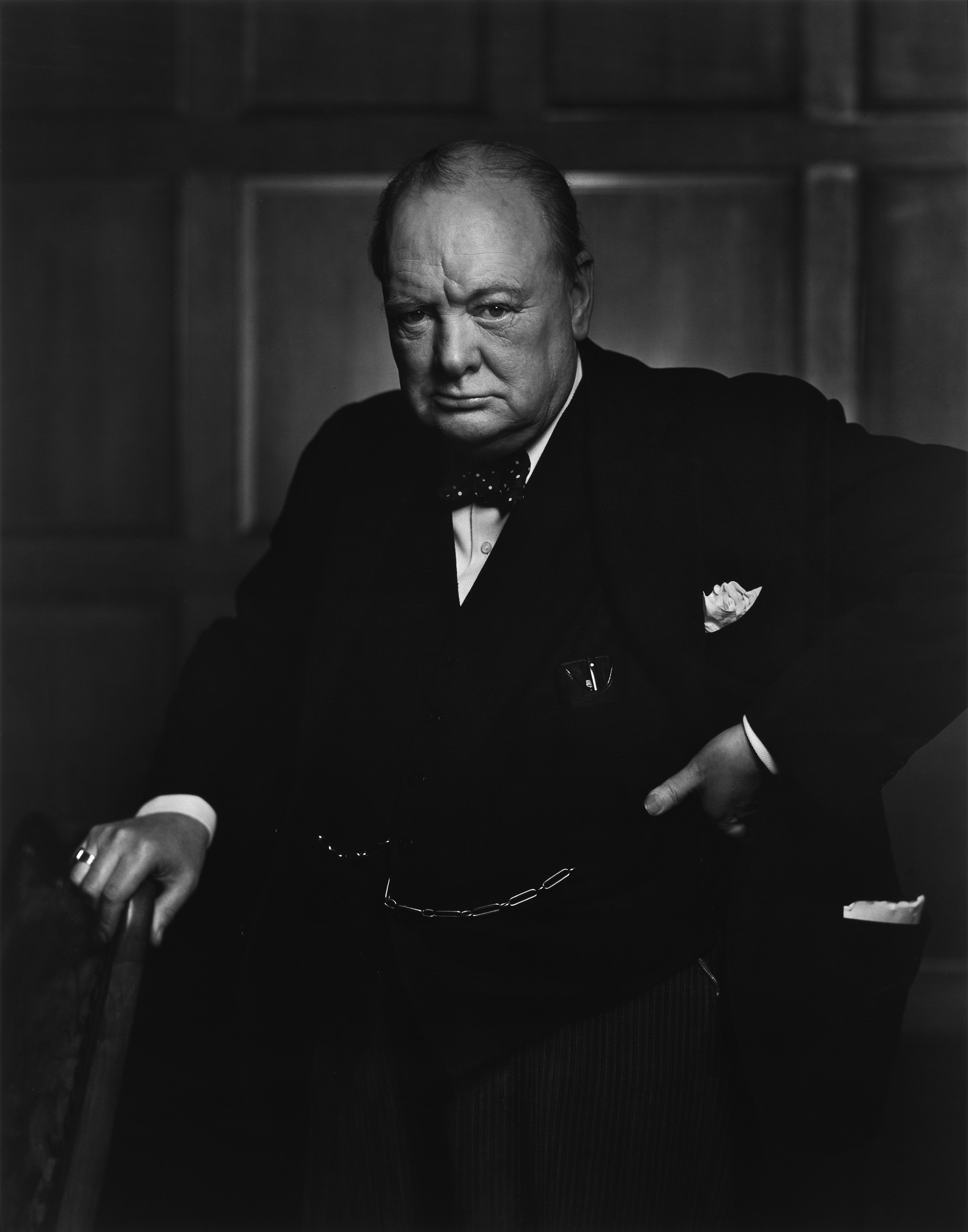

Yousuf Karsh: Sir Winston Churchill, 1941
Karsh legtöbbet reprodukált és nagy nemzetközi hírnevet hozó fényképe az 1941-ben Sir Winston Churchillről készített portréja volt. A világ számos ismert személyiségéről, politikusokról, művészekről, színészekről és írókról, többek között Albert Einsteinről, Walt Disney-ről, Humphrey Bogartról vagy épp Grace Kellyről készített fényképet. Karsh a műtermi megvilágítás mestere volt. A gondosan beállított fényekkel plasztikusan ábrázolta az arcokat, monumentális és idealizált képet hozott létre, mely elősegítette alanyai imázsának kidomborítását. Portréinak nagy részét fekete-fehérben készítette. Fényképeiből számos album és fotókönyv jelent meg.

## Könyvei
- Faces of Destiny (1946)
- Portraits of Greatness (1959)
- In Search of Greatness (1962)
- Karsh Portfolio (1967)
- Faces of Our Time (1971)
- Karsh Portraits (1976)
- Karsh Canadians (1978)
- Karsh: A Fifty-Year Retrospective (1983)
- Karsh: A Sixty-Year Retrospective (1996)
- Heroes of Light and Shadow (2001)

### Magyarul
- Karsh. A XX. század személyiségei; Idegenforgalmi Propaganda és Kiadó Vállalat, Bp., 1989

## Díjai
- Golden Plate Award of the American Academy of Achievement (1961)[12]
- Order of Canada: Officer (1967), Companion (1990)
- Canada Council Medal (1965)
- Achievement and Life Award, Encyclopædia Britannica (1980)
- Számos egyetemi elismerést, kitüntetést kapott, többek között a Dartmouth College (1961), az Ohio University (1968, 1996), a Tufts University (D.F.A., 1981), a Syracuse University (D.F.A., 1986) intézményekben.